# 胡珀鎮區 (內布拉斯加州道奇縣)
胡珀鎮區（英語：Hooper Township）是位於美國內布拉斯加州道奇縣的一個行政鎮區。

## 地方資料
胡珀鎮區的面積為92.37平方千米，當中陸地面積為90.69平方千米，而水域面積為1.68平方千米。根據2020年美國人口普查的數據，當地共有人口1160人，而人口密度為每平方千米12.56人。